# Josef Grus (1869)
Josef Grus, křtěný Josef Štěpán (2. srpna 1869 Pardubice – 8. února 1938 Brno) byl český kreslíř, karikaturista, ilustrátor a propagátor turistiky. Civilním povoláním byl poštovní úředník.

## Život
Josef Grus se narodil v Pardubicích v rodině mistra krejčovského Josefa Gruse a jeho ženy Karolíny rodem Kozákové z Vysokého Újezdu.
Je vzdáleným příbuzným Víta Gruse z Pardubic a jeho synů.

## Dílo
Ilustroval průvodce a články turistického charakteru. Některé publikace sám napsal a vydal vlastním nákladem.
Pro různé brněnské noviny kreslil karikatury.
Jeho pozůstalost obsahuje asi 1 400 kreseb a je dnes součástí sbírky grafiky Etnografického ústavu Moravského zemského muzea v Brně. V této sbírce jsou dochovány kresby venkovských staveb a jejich detailů (komíny, štíty, žudra apod.) a dalších objektů (studny, smírčí kříže apod.) z mnoha moravských regionů. Většina je z okolí Brna (Horní Heršpice, Žabovřesky, Ivanovice u Brna) a jihomoravských oblastí (například Lanžhot, Ivančice). Další soubory jsou z okolí Ostravy, z Lipníku a obcí Valašska . Grusovy kresby mají pro svou preciznost rovněž velkou dokumentární hodnotu.
Jako malíř se věnoval především krajinomalbě.

## Spisy
- Lázně Moravské Teplice u Hranic nad Bečvou : Průvodce lázněmi, městem Hranicemi n. B. a okolím, Mor. Teplice-Zbrašov : B. Bláha, 1927
- Vlastními lány : Krásami našich krajů. Díl 1, Brno-Žabovřesky : vlastní náklad, 1928
- Krásami našich krajů. Díl II, Brno : vlastní náklad, 1929-1930

## Galerie

Zámek Černá Hora (Barevná litografie na papíře)
Babí lom u Lelekovic (Barevná litografie na papíře)
Dóm v Brně (Barevná litografie na papíře)
Výstaviště Jubilejní výstavy v Brně (Barevná litografie na papíře)